# Herb gminy Krzywda
Herb gminy Krzywda – jeden z symboli gminy Krzywda, autorstwa Pawła Dudzińskiego, ustanowiony 28 czerwca 2011.

## Wygląd i symbolika
Herb przedstawia na tarczy w polu błękitnym podkowę srebrną z krzyżem kawalerskim w niej, na niej umieszczony krzyż kawalerski bez prawego ramienia. Jest to szlachecki herb Krzywda, który nawiązuje do nazwy gminy.